# 안닝구

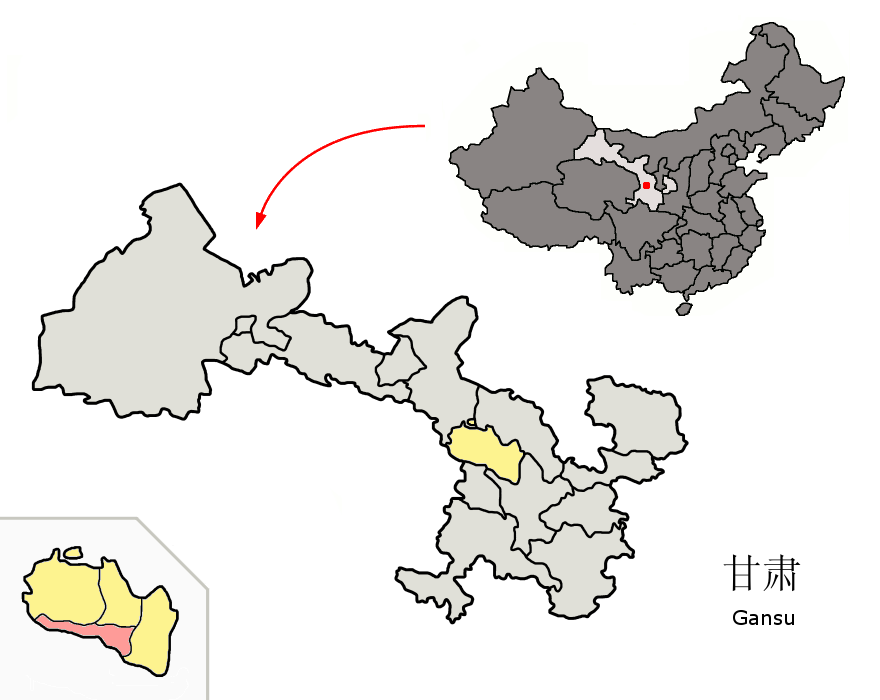
란저우 시구의 위치

안닝구(한국어: 안녕구, 중국어: 安宁区, 병음: Ānníng Qū)는 중화인민공화국 간쑤성 란저우 시의 현급 행정구역이다. 넓이는 86km2이고, 인구는 2007년 기준으로 230,000명이다.

## 행정 구역
8개 가도를 관할한다.
- 가도변사소: 培黎街道 , 西路街道 , 沙井驿街道 , 十里店街道 , 孔家崖街道 , 银滩路街道 , 刘家堡街道 , 安宁堡街道.